# بایگانی خواندن توالی
بایگانی خواندن توالی (SRA) یک پایگاه داده بیوانفورماتیک است که مخزن داده‌ای برای اطلاعات توالی‌یابی دی‌ان‌ای، مخصوصاً «خواندن‌های کوتاه» که توسط توالی‌یابی با بازدهی بالا (HTS) تولید شده و معمولاً این توالی‌ها زیر ۱۰۰۰ جفت‌باز هستند، فراهم می‌کند. این بایگانی بخشی از همکاری بین الملی پایگاه داده توالی یابی نوکلئوتید (INSDC) است و تحت همکاری مرکز ملی اطلاعات زیست‌فناوری (NCBI) و مؤسسه زیست فناوری اروپا (EBI) و بانک اطلاعات دی ان ای ژاپن (DDBJ) اجرا می‌شود.
بایگانی توسط مرکز ملی اطلاعات زیست‌فناوری در سال ۲۰۰۷ به ترتیب برای تهیه مخزن داده‌های برای اطلاعات تولید شده توسط مطالعه توالی‌یابی آران‌ای و توالی یابی ChIP به خوبی مطالعات بزرگ شامل پروژه میکروبیوم انسان و پروژه ۱۰۰۰ ژنوم تأسیس شد. در اصل ب «ایگانی خواندن کوتاه» نامیده می‌شد که با پیش‌بینی این که فناوری توالی یابی در آینده می‌تواند با خواندن‌های بزرگتری انجام شود، به بایگانی خواندن توالی (از Short read archive به sequencing read archive) تغییر نام داد.
حجم اطلاعات بایگانی شده رشد بسیار سریعی داشته به طوری که در سپتامبر ۲۰۱۰، شست و پنج درصد اطلاعات مربوط به توالی یابی ژنوم انسان و ۱۶ درصد مربوط به خواندن‌های متاژنومیکس انسان می‌شد که بیشتر از پروژه ۱۰۰۰ ژنوم به دست آمده بود، اما در جون ۲۰۱۱ حجم اطلاعات SRA از مرز ۱۰۰ ترا جفت باز گذشت. قالب داده ارجح برای پرونده‌های ارسالی به SRA، قالب BAM است که توانایی ذخیره خواندن‌های تراز شده و تراز نشده را دارد. در داخل، SRA برای ایجاد فشرده سازی انعطاف‌پذیر داده، دسرسی API و تبدیل به قالب‌های دیگر مانند قالب فستک، به جعبه ابزار NCBI SRA، که در هر سه پایگاه داده عضو INSDC استفاده می‌شود، متکی است.
NCBI برنامه خود را برای بستن NCBI SRA در فوریه ۲۰۱۱ به دلیل کاهش بودجه اعلام کرد. با این حال، EBI و DDBJ اعلام کردند که به پشتیبانی خود از SRA ادامه می‌دهند. در اکتبر ۲۰۱۱، NCBI ادامه بودجه SRA را اعلام کرد.
ذخیره اطلاعات در SRA توسط اکثر آژانس‌های تأمین مالی و مجلات دسترسی آزاد اجباری است. ژورنال‌های گروه انتشارات Nature حتماً باید از توالی‌هایی استفاده کنند که در SRA در دسترس باشند.